# Les Dossiers du Grihl
Les Dossiers du Grihl est une revue scientifique destinées à la publication des travaux du Groupe de recherches interdisciplinaires sur l'histoire du littéraire.
La revue publie les actes de journées et colloques et des dossiers ouverts thématiques sous la responsabilité des chercheurs-enseignants membres de l’équipe. Si le premier souci méthodologique est la constitution d’une histoire sociale des actes d’écriture au début de l’époque moderne (XVIe et XVIIIe siècles), la revue souhaite cependant conserver à ses travaux la plus grande ouverture, concernant aussi bien la périodisation que l’investissement disciplinaire.
Les Dossiers du Grihl est une revue disponible en accès libre sur le portail OpenEdition Journals.